# 東京山林学校
東京山林学校（とうきょうさんりんがっこう）とは、明治時代初期に農商務省が欧州の山林学校をモデルとして開設した、日本初の林学専門の官立学校。当時の東京大学、工部大学校、駒場農学校、札幌農学校と並ぶ高等教育機関。

## 概要
1882年（明治15年）11月、農商務省山林局所管の北豊島郡西ケ原の樹木試験場内に設置（12月開校）され、樹木試験場及び山林学校設立に尽力した農商務省権少書記官松野礀が校長に就任、唯一の林学専門教師として教授職を兼務した。一般課程の講師陣は東京大学に選抜・派遣を依頼し、1883年（明治16年）10月より農商務省権少書記官中村彌六（ドイツ留学で林学士取得）が教授に加わった。
設立時に定められた「山林学校概則」によれば、同校は「山林学諸科ノ生徒ヲ教育スル所」とされ、修業年限は3年。志願資格は満18歳以上満25歳以下で身体壮健、独英仏学のいずれかを理解し得る者で、普通中学卒業又は相当の学力を有し、平方立方以下の算術を理解し、山林事業の概略を覚知する者とした。生徒は原則として私費生（月額5円上納）で、学業優等で品行方正の者は官費生（月額6円支給）となり得た。また、山林局の便宜で官費生に採用された場合は、在校年に倍する年数の官への奉職義務を課した。授業はすべて国語（日本語）で行われ、教育課程は冬夏の二学期制で、前期1年を2級、後期2年を4級に分け、一般課程の前期で自然科学系の科目を、専門課程の後期で山林に関わる科目を課し、講義と並行して試験場・官林等での実地施業（演習）が課された。
1884年（明治17年）には上記概則が改定され、東京山林学校校則及び細則を公布。同校は「専ラ森林ノ学業ヲ教授スル所」とされ、寄宿舎全入制で、修業年限は5年に延長。志願資格では、入校後一年以内に徴兵に当たらず、身長5尺以上の条件が付加された。教育課程は5年間を10級に分け、10級から4級まで「練兵術」が追加され、8級以降の専門科目をより充実させた。また、両規則では入学者の名称を「生徒」から「学生」に変更している（東京大学本科生に倣ったものとされる）。
1886年（明治19年）7月、東京山林学校及び駒場農学校は廃止され、新たに東京農林学校が駒場に創設された。なお、1882年より1886年まで累計176名が入学、廃止時の在籍者は124名で、東京山林学校として卒業生を出すことはなかった。

## 沿革
- 1877年（明治10年） - 12月 太政官にて、大久保利通内務卿上申の北豊島郡西ヶ原村への樹木試験場設置案を裁可。
- 1878年（明治11年） - 3月 内務省地理局所管の西ヶ原樹木試験場事業を開始。
- 1879年（明治12年） - 5月 内務省山林局を設置（地理局山林課の分離独立）に伴い樹木試験場を移管し、松野礀が本課林制掛兼試験場掛に就任。
- 1881年（明治14年） - 4月 農商務省の新設に伴い山林局が内務省より移管。6月 山林局に学務課設置、松野が学務課長に就任。
- 1882年（明治15年） - 3月 学務課事務を西ケ原樹木試験場へ移す。7月 太政官にて西郷従道農商務卿上申の山林学校設置案を裁可。11月 東京山林学校を北豊島郡西ヶ原村に設置、学務課・樹木試験場を廃し同校付属に、松野礀が校長兼教授に就任。12月 開校式（49名入学）。
- 1883年（明治16年） - 10月 中村彌六が教授に就任。
- 1884年（明治17年） - 4月 校則改正　8月細則制定。
- 1885年（明治18年） - 11月末日 北尾次郎（東京大学教授兼農商務省御用掛）が教授心得に[9]。
- 1886年（明治19年） - 4月16日 駒場農学校・東京山林学校・大小林区署官制公布（勅令第18号）。4月19日 北尾次郎（非職元東京大学教授）が教授就任[10]。7月12日 西郷農商務卿より東京農林学校設立案を閣議に提出。7月22日 東京山林学校及び駒場農学校を廃し、東京農林学校官制公布（勅令第56号）。

## 跡地の変遷
駒場移転に伴い、その跡地には農商務省蚕病試験場や農事試験場本場などが移転。蚕病試験場はその後、東京蚕業講習所、東京高等蚕糸学校、東京繊維専門学校と改称、第二次世界大戦後は東京農工大学繊維学部（のちの同校工学部）となる。農事試験場は戦後に農業技術研究所（通称農研）に改称後、1980年（昭和55年）農林水産省農業総合研究所となり、茨城県筑波に移転（ 2001年4月、同研究所を改組して農林水産政策研究所設置）。